# 青森市立筒井中学校
青森市立筒井中学校（あおもりしりつ つついちゅうがっこう）は、青森県青森市桜川にある公立中学校。
青森市立佃中学校、青森市立造道中学校と共に、中学校校内LAN整備事業モデル校である。
学区が青森市の南の方まで広がっている事もあり、現在一部（幸畑小学校出身）の生徒にのみ自転車通学が認められている。

## 沿革
- 1947年（昭和22年）
  - 4月21日 - 「東津軽郡筒井村・浜館村学校組合立筒井中学校」として、八甲田山雪中行軍で有名な陸軍歩兵第五連隊跡に設立される。兵舎がそのまま校舎に利用される。同日、開校式挙行。
  - 7月13日 - 校章制定。
- 1948年（昭和23年）4月1日 - 五連隊機関銃隊兵舎に移転。
- 1950年（昭和25年）10月31日 - 浜館村立浜館小学校田代平分校に、本校の田代平分校設置。
- 1952年（昭和27年）
  - 4月1日 - 校舎新築第一期工事として、講堂等竣工。
  - 9月1日 - 筒井村の町制施行により、「筒井町・浜館村学校組合立筒井中学校」と改称。
- 1953年（昭和28年） - 校舎第二期工事として、西側校舎竣工。
- 1954年（昭和29年）4月1日 - 校舎新築第三期工事として、職員室等竣工。
- 1955年（昭和30年）
  - 1月1日 - 筒井町が青森市に合併された事により、「青森市・浜館村学校組合立筒井中学校」と改称。
  - 1月15日 - 浜館村が青森市に合併された事により、「青森市立筒井中学校」と改称。
  - 1月19日 - 新校舎に移転。
- 1956年（昭和31年）11月5日 - 校長室・保健室・図書室・準備室完成。
- 1957年（昭和32年）
  - 3月11日 - 校歌制定、校旗樹立。
  - 4月 - 田茂木野地区が、本校学区に編入。
- 1961年（昭和36年）4月 - 学級増により、講堂を3教室に改造。
- 1962年（昭和37年）9月 - 4教室、便所を軽鉄骨で増築し、仮教室を講堂に復原する。
- 1963年（昭和38年）4月 - 再度講堂を3教室に仕切って使用。
- 1964年（昭和39年）4月 - 講堂を区切り、仮教室（家庭科室）として使用。
- 1966年（昭和41年）4月16日 - 体育館新築完成。
- 1968年（昭和43年）9月20日 - 理科室完成。
- 1969年（昭和44年）4月1日 - 田代平分校が、青森市立田代平中学校として独立。
- 1970年（昭和45年）
  - 4月18日 - 水泳プール竣工（25m×10m、補助プール）。
  - 7月24日 - プレハブ教室（6教室）完成。
  - 9月25日 - 校地内に電灯設置。
- 1972年（昭和47年）6月4日 - 土俵開き。それを兼ねて、市中体連相撲春季大会開催。
- 1976年（昭和51年）9月3日 - プレハブ教室（2教室）完成。
- 1978年（昭和53年）3月30日 - 校舎増改築工事開始。
- 1979年（昭和54年）12月21日 - 新校舎に移転完了。
- 1980年（昭和55年）
  - 3月31日 - 新校舎落成。
  - 6月30日 - 技術室（3教室）完成。
  - 10月1日 - 筒井中讃歌制定。
  - 11月2日 - 新校舎落成記念式典挙行。
- 1982年（昭和57年）
  - 3月31日 - 学級増によるプレハブ教室（2教室）完成。
  - 5月2日 - 西側に庭球コート1面完成。
  - 11月 - コンピュータ導入。
- 1983年（昭和58年）
  - 3月20日 - 暗幕10教室設置。
  - 6月16日 - 暗幕10教室設置。
  - 7月20日 - 部室（1棟4室）設置。
  - 11月24日 - 部室（プレハブ）スキー場設置。
- 1984年（昭和59年）3月31日 - 戸山中学校開校に伴い、戸山団地・戸山本村などの2学年・3学年生徒107名を戸山中学校に移籍。
- 1989年（平成元年）7月30日 - 校歌・筒井中讃歌編曲発表。
- 1997年（平成9年）10月15日 - 創立50周年記念式典挙行。電動スクリーン、AV編集機、DVDプレーヤーが寄贈された。
- 2012年（平成24年）12月28日 - 旧屋内運動場の耐震強度0のために始まった、屋内運動場改築工事が終了し、引き渡しとなる。
- 2013年（平成25年）1月30日 - 新体育館落成記念式典挙行。
- 2014年（平成26年）12月11日 - 旧体育館跡に設置されたテニスコート2面及び剣道場前庭整備場所引き渡しなる。
- 2015年（平成27年）
  - 1月30日 - 裏門付近に新設置した物置小屋引き渡し。
  - 3月20日 - 元プレハブ教室の解体が終了し、更地となる。
- 2016年（平成28年） - 諸事情[要検証 – ノート]により、制服の名札(冬服の時)が糸で縫ってつける方式から、クリップ式へと、方式が変更。

## 伝統
校歌は4番まであるが、長い為1番と4番しか歌わない。また、第2の校歌のようなものとして「筒中讃歌」という歌が存在し、これも校歌同様に歌われている(長年お蔵入りになっていたが、あるタイミングで復活・普及した)。「合唱の響き渡る学校」といった方針が存在し、非常に合唱に力を入れており、学祭のメインイベントは全クラス毎の合唱コンクールとなっている。青森市内の中学吹奏楽部や合唱部が出場するイベントに、最上級生全員で出場させるほどである。現在の筒井中学校の校舎ができる際に、当時の体育教師が男子向けに竹刀体操(太鼓の音に合わせて演技)、女子向けにリング体操(ピアノ曲に合わせて演技)を考え出した。今では運動会の伝統種目として毎年披露されている。そのほかにも運動会ではリズム体操という準備運動のようなものもする(Thomas Schubertの"Little Flower"に合わせて演技)。リズム体操は学年が上がるごとに振り付けが一部変わる。体育のタイミングで着替えたその後はそのまま運動着で授業を受けたり、下校が可能。以前は冬に歩くスキーを行っていたが今は行っていない。

## 制服
- 男子　
  - 冬服は標準的な学生服上下である。
  - 夏服はカッターシャツ、スラックスである。
- 女子　
  - 冬服は黒地に赤ラインのセーラー服上下、赤ネクタイである。
  - 夏服はブラウス、吊りスカートである。

## 校舎・中庭など
校庭に面した、職員室や保健室などのある管理棟は2階建てであり、青森高校の校庭に面した教室棟は3階建てである。1年は3階、2年は2階、3年は1階を使用している。1学年10クラスに対応できるように造られているが、最近は教室が余っている状況が続いている。2012年現在は3～4クラス余っている。職員室以外にも、生徒の棟には各階に1部屋ずつ基本的には教師用の小部屋（学年職員室）が存在している。暖房方式は蒸気暖房。毎年冬には廊下は寒く暖房近くは暑いという状態である。近年、校舎の一部（棟と棟のつなぎ目）から雨漏りが起こっていたため、2004年に防水改修を行った。
人数の多い時に設置された木造のプレハブ教室も2部屋存在し物置となっていた。この2部屋は体育館工事に伴い2011年に取り壊された。なお、記録上の特別教室数は市内で最も多い。ただし、生徒数減少のためにあまり使われない教室が少なからず存在する。
校舎に囲まれる形で中庭が存在しており、開放はしていないが花壇などの整備はされ、記念写真などを撮るといったこと以外では基本的に使っていない。
中庭には現校舎の完成の際に植えられた杉の木が複数あったが、2011年に全て切り倒された。
プール（1969年建設）は存在する(今は存在しない)がプール授業は行われていない。かつて使っていたらしい四本柱の屋根つきの相撲の土俵が校庭の北の端にある。
2010年に体育館の耐震強度を調査したところ、耐震基準を満たしておらず、体育館を新築することになった。2012年末に新築の体育館が完成した。

## 文化祭
毎年10月中旬の土日を使って行われる。愛称は「筒中祭」。
大体の流れは、
- 土曜日・オープニング→新体操・器械体操部による発表→昼食(生徒は食券を買って交換する)→1、2学年の合唱コンクール→全体学活→下校

- 日曜日・吹奏楽部による演奏→演劇部による劇→昼食→3学年の合唱コンクール→エンディング→全体学活→下校

合唱コンクールの他に壁新聞コンテストと呼ばれる、主に広報委員会・広報係と助っ人(広報委員＋参加希望者)が作る新聞のコンテストがある。
文化祭の翌週の月・火曜日は振り替え休日となる。

## 学区とその変遷
- 現在の学区

桜川2～9丁目。筒井1～4丁目。筒井（字桜川、字八ツ橋）。田茂木野。奥野4丁目の一部。浦町字奥野の一部。幸畑(松元台、唐崎、阿部野、田茂木野)。浜田（字玉川の一部、字豊田の一部）。第二問屋町2丁目の一部。
筒井小学校及び筒井南小学校学区全域。浜田小学校、幸畑小学校学区の一部。

## 出身著名人
- 斉藤仁（国士舘大学体育学部教授。ロサンゼルスオリンピック、ソウルオリンピック柔道金メダリスト）筒井小学校出身。柔道部で活躍。卒業後、東京都世田谷区の国士舘高校に進学。
- 吉村依子（柔道家、世界学生52kg級で優勝）
- 三遊亭神楽（落語家、円楽一門会所属、真打）筒井小学校出身。軟式テニス部で活躍。
- 遠山清彦（参議院議員 比例区 公明党)　野球部で活躍。
- 対馬孝之（青森朝日放送 アナウンサー）吹奏楽部で活躍。
- 兜森崇朗（青森山田高校 野球部の指導者として活躍）。

## 周辺
- 青森県道40号青森田代十和田線
- 社会福祉法人筒井福祉会筒井保育園
- 青森県立青森高等学校
- 青森市営バス
  - 「青森高校前」バス停
  - 「下筒井」バス停
- 青い森鉄道線筒井駅
- 青森南簡易郵便局
- 青森市立筒井小学校 - 進学前小学校のひとつ

## アクセス
- 青い森鉄道筒井駅（出口1）から、徒歩約250m・約4分。
- 青森市営バス
  - 下筒井バス停から、徒歩約385m・約6分。
  - 青森高校前バス停から、徒歩約455m・約7分。

## 参考資料
- 『新青森市史 別編教育（別巻）年表・学校沿革』（青森市・2000年3月発行）「学校沿革 （二）中学校」の234頁～235頁「筒井中学校」